# کولونگا جنچیوو دالشه
کولونگا جنچیوو دالشه (به لهستانی:  Kolonia Dzięcioły Dalsze) یک روستا در لهستان است که در گمینا ستردنگ واقع شده‌است.